# Kaya Marie Möller
Kaya Marie Möller (* 23. Juni 1985 in Pforzheim) ist eine deutsche Schauspielerin, Synchronsprecherin sowie Hörspielsprecherin.

## Leben
Die 1985 geborene Kaya Marie Möller ist die Tochter des Schauspielers Kai Henrik Möller. Bereits mit vier Jahren hatte sie ihre ersten Synchronrollen. Es folgten Auftritte als Balletttänzerin und im Alter von zehn Jahren bekam sie ihre ersten Fernsehrollen. Bekannt wurde sie durch die Rolle der Sandra Martin in der Fernsehserie Unser Charly. Nach ihrem Abitur 2004 spielte sie ein Jahr am Deutschen Schauspielhaus Hamburg. Von Oktober 2005 bis Juli 2007 verkörperte sie die Lilly Becker in der ZDF-Telenovela Wege zum Glück. 2008 besuchte sie Schauspielkurse in Berlin und Los Angeles. Ihr jüngerer Bruder Ivo Möller, mit dem sie zusammen von 2002 bis 2003 in der Hörspielserie 4 1/2 Freunde sprach, ist ebenfalls Schauspieler und Synchronsprecher.
Sie ist die deutsche Stimme von Daisy Ridley und seit 2011 synchronisiert sie Rooney Mara in fast allen ihren Filmen.

## Filmografie (Auswahl)

### Fernsehen
- 1995: Echt Harder
- 1996: Wenn ich nicht mehr lebe
- 1997: Gelegenheit macht Liebe
- 1999: Die Cleveren (Episode: Das Mörderkind)
- 2000: Die Schule am See (Episode)
- 2000–2001: Unser Charly
- 2003: Kunden und andere Katastrophen
- 2005–2007: Wege zum Glück
- 2015: Unter Gaunern (Fernsehserie)
- 2017: Vadder, Kutter, Sohn (Fernsehfilm)
- 2018: Cecelia Ahern: Ein Moment fürs Leben (Fernsehfilm)
- 2018: Morden im Norden (Episode: Schwere Zeiten)
- 2019: Bettys Diagnose (Episode: Glücksgefühle)
- 2019: Kommissar Dupin – Bretonische Geheimnisse
- 2019: Inga Lindström: Ausgerechnet Söderholm
- 2019: SOKO Stuttgart (Folge: Vermächtnis)
- 2021: Die Drei von der Müllabfuhr – Die Streunerin
- 2023: Tatort: Nichts als die Wahrheit

### Kurzfilme
- 2006: Der Spieler
- 2006: Fragmente
- 2007: rush
- 2008: Krym
- 2008: The Bright Helmet

### Kino
- 2017: 5 Frauen
- 2020: Sommer-Rebellen

### Synchronisation
Rooney Mara
- 2008: Law & Order: Special Victims Unit (1 Folge) als Jessica DeLay
- 2011: Verblendung als Lisbeth Salander
- 2014: Trash als Olivia
- 2014: Women’s Murder Club (1 Folge) als Alexis Sherman
- 2015: Carol als Therese Belivet
- 2015: Pan als Tiger Lily
- 2016: Lion – Der lange Weg nach Hause als Lucy
- 2016: Una und Ray als Una
- 2017: The Discovery als Isla
- 2017: A Ghost Story als M
- 2017: Song to Song als Faye
- 2018: Ein verborgenes Leben – The Secret Scripture als Rose
- 2018: Don’t Worry, weglaufen geht nicht als Annu
- 2018: Maria Magdalena als Maria Magdalena

Blake Lively
- 2009: Pippa Lee als Pippa Lee
- 2015: Für immer Adaline als Adaline Bowman
- 2016: All I See Is You als Gina
- 2016: The Shallows – Gefahr aus der Tiefe als Nancy Adams
- 2018: Nur ein kleiner Gefallen als Emily Nelson
- 2020: The Rhythm Section – Zeit der Rache als Stephanie Patrick

Daisy Ridley
- 2015: Star Wars: Das Erwachen der Macht als Rey
- 2017: Mord im Orient Express als Mary Debenham
- 2017: Star Wars: Die Mächte des Schicksals (Zeichentrickserie, 4 Folgen) als Rey
- 2017: Star Wars: Die letzten Jedi als Rey
- 2019: Star Wars: Der Aufstieg Skywalkers als Rey
- 2020: Ophelia

Teresa Palmer
- 2010: Duell der Magier als Becky
- 2011: Ich bin Nummer 4 als Nummer 6
- 2011: Take Me Home Tonight als Tori
- 2013: Love and Honor – Liebe ist unbesiegbar als Candace
- 2013: Warm Bodies als Julie
- 2016: Lights Out als Rebecca

Hannah Ware
- 2018: Der ägyptische Spion, der Israel rettete (The Angel) als Diana Ellis

#### Filme
- 1996: Die Enid Blyton Abenteuer (Jennyfer Jewell als Lucy–Ann Trent)
- 2008: Detektiv Conan – Magier mit den Silberschwingen (Kyouko Hikami als Natsuki Sakai)
- 2008: Natürlich blond 3 – Jetzt geht’s doppelt weiter (Rebecca Rosso als Izzie Woods)
- 2009: Public Enemies (Leelee Sobieski als Polly Hamilton)
- 2010: Triple Dog (Alexia Fast als Eve)
- 2011: Rio (Leslie Mann als Linda)
- 2011: Happy New Year (Lea Michele als Elise)
- 2012: Magic Mike (Cody Horn als Brooke)
- 2012: Asterix & Obelix – Im Auftrag Ihrer Majestät (Charlotte Le Bon als Ophélia)
- 2012: Fast verheiratet (Dakota Johnson als Audrey)
- 2012: Mademoiselle Populaire (Déborah François als Rose Pamphyle)
- 2013: Kick–Ass 2 (Lindy Booth als Night Bitch)
- 2013: Beziehungsweise New York (Kelly Reilly als Wendy)
- 2013: Die To–Do Liste (Rachel Bilson als Amber)
- 2013: Der große Gatsby (Isla Fisher als Myrtle Wilson)
- 2013: Jack und das Kuckucksuhrherz als Acacia
- 2014: The LEGO Movie (Alison Brie als Einhorn–Kitty)
- 2014: My Little Pony: Equestria Girls – Rainbow Rocks (Kathleen Barr als Trixie (Sprache))
- 2014: Need for Speed (Imogen Poots als Julia Maddon)
- 2018: Pacific Rim: Uprising (Adria Arjona als Jules Reyes)
- 2019: Monsieur Claude 2 (Élodie Fontan als Laure Verneuil)
- 2020: Come Play (Gillian Jacobs als Sarah)
- 2021: Red Dot (Nanna Blondell als Nadja Daftander)

#### Serien
- 2007: Chuck (Rachel Bilson in als Lou)
- 2007–2012: Gossip Girl (Dreama Walker als Hazel Williams)
- 2008/2010: Sekirei (Kana Asumi als Yukari Sahashi)
- 2008–2014: True Blood (Lindsay Pulsipher als Crystal Norris)
- 2009, 2011–2014: Star Wars: The Clone Wars (Meredith Salenger als Barriss Offee)
- 2009: Misfits (Lauren Socha als Kelly Bailey)
- 2009: Knight Rider (Smith Cho als Zoe)
- 2009: Michiko & Hatchin (Suzuka Ōgo als Hana „Hatchin“ Morenos)
- 2009–2015: Glee (Lea Michele als Rachel Berry)
- 2009–2015: Mad Men (January Jones als Betty Draper)
- 2010: H2O – Plötzlich Meerjungfrau (Taryn Marler als Sophie Benjamin)
- 2010–2014: Warehouse 13 (Allison Scagliotti als Claudia Donovan)
- 2010–2017: Pretty Little Liars (Shay Mitchell als Emily Fields)
- 2011: Pop Pixie (als Lockette)
- 2011: Dexter (April Lee Hernández als Off. Cira Manzon)
- 2011–2021, 2023: Navy CIS: L.A. (Renée Felice Smith als Nell Jones)
- 2012: Puella Magi Madoka Magica (Chiwa Saitō als Homura Akemi)
- 2012: Kämpfer (Yui Horie als Akane Mishima)
- 2012: Unforgettable (Gillian Alexy als Laura)
- 2012: American Horror Story (Lizzie Brocheré als Grace Bertrand)
- 2012: The Paradise (Joanna Vanderham als Denise Lovett)
- 2012–2019: Shameless (Emmy Rossum als Fiona Gallagher)
- 2013: Nikita (Lyndsy Fonseca als Alexandra „Alex“ Udinov)
- 2013: Vampire Diaries (Phoebe Tonkin als Hayley Marshall)
- 2013–2017, 2019: Peaky Blinders (Annabelle Wallis als Grace Burgess)
- 2013–2018: The Originals (Phoebe Tonkin als Hayley Marshall)
- 2014–2016: Violetta (Mercedes Lambre als Ludmila Ferro)
- 2015: Tokyo Ghoul (Ayahi Takagaki als Itori)
- 2017–2019: Aubrey Plaza in Legion als Lenny Busker
- 2018: Bob’s Burgers (Zeichentrickserie, Staffel 8, Kristen Schaal als Louise Belcher (2. Stimme))
- 2018: You – Du wirst mich lieben (Shay Mitchell als Peach Salinger)
- 2018–2022: Doctor Who (Mandip Gill als Yasmin Khan)
- 2019: Weihnachten zu Hause (Ida Elise Broch als Johanne)
- 2020: Hamilton – Undercover in Stockholm (Katia Winter als Sonja Widén)
- 2020: Dollface (Shay Mitchell) als Stella Cole
- 2021: Paris Police 1900 (Evelyne Brochu) als Marguerite Steinheil

#### Videospiele
- 2023: Final Fantasy XVI als Benedikta Harman

## Theater
- 2005–2006: Die Übersetzung des Herzens (Deutsches Schauspielhaus Hamburg)

## Hörspiele (Auswahl)
- 2002/2003: 4 1/2 Freunde (4 Folgen), Rolle: Steffi, Regie: Thomas Karallus.[1]
- 2013: Dorian Hunter 22 Teil 1 und 2 Esmeralda
- 2018: Star Wars: Das Erwachen der Macht (Filmhörspiel), Walt Disney Records (Universal Music)
- 2018: Star Wars: Die letzten Jedi (Filmhörspiel), Walt Disney Records (Universal Music)
- 2018: Sherlock Holmes (Die besten Geschichten): Das verwunschene Haus (Hörspiel), WinterZeit AUDIOBOOKS
- 2020: Star Wars: Der Aufstieg Skywalkers (Das Original-Hörspiel zum Film), Walt Disney Records & Audible (Universal Music)
- 2020: Das Institut – Oase des Scheiterns, Bayerischer Rundfunk
- 2020: Oliver Döring: Foster Box 2: Das Böse erstarkt (Folgen 5–9), IMAGA Verlag, EAN 4260507156228 (BookBeat)